# Alberto Schiavone
Alberto Schiavone (Torino, 15 febbraio 1980) è uno scrittore italiano.

## Biografia
Nel 2005 si laurea al DAMS di Bologna con una tesi di Psicologia dell'Arte su Adolf Wolfli.
Nel 2009 è il suo esordio con La mischia (Cult editore), che viene inserito da Gianni Mura ne "I cento nomi dell'anno" su La Repubblica.
Ha svolto per circa dieci anni la professione di libraio, esperienza su cui si basa il suo romanzo del 2012, La libreria dell'armadillo (Rizzoli). Del 2014 è il suo terzo romanzo, Nessuna carezza (Baldini+Castoldi).
Sempre nel 2014 sceneggia il fumetto Belushi. In missione per conto di dio (Edizioni BD), tradotto anche negli USA da OnePieceBooks.
Nel marzo 2017 pubblica con Guanda Ogni spazio felice aggiudicandosi il Premio Fiesole Narrativa Under 40.
Del gennaio 2019 è il romanzo Dolcissima abitudine per Guanda.
Nel novembre 2020 scrive una biografia a fumetti di Georges Simenon, Alfabeto Simenon (Edizioni BD), disegnata da Maurizio Lacavalla.
A febbraio 2023 esce il romanzo Non Esisto, Clichy. Sempre per l'editore Clichy ha curato i volumi nella collana Sorbonne dedicati a Bohumil Hrabal e Diego Armando Maradona.
Attualmente vive a Milano e lavora per Giangiacomo Feltrinelli Editore.